# 根室明照高等学校
根室明照高等学校（ねむろめいしょうこうとうがっこう）は、かつて北海道根室市にあった仏教系私立高等学校である。設置者は学校法人周田学園で、北海道根室市では唯一の私立高等学校であった。

## 概要
戦後の引揚者の大量流入により根室市の人口が急増したため、浄土宗大徳寺住職の周田順応によって設立された。その後、根室市立→北海道立に移管され、北海道根室西高等学校となるが、2019年3月に廃校となった。

## 沿革
- 1955年（昭和30年） - 大徳寺境内にて開校（普通科・商業科）、9月に新校舎落成に伴い移転。
- 1959年（昭和34年） - 家庭科を増設（1962年に募集停止）。
- 1970年（昭和45年） - 公立に移管の上、根室市立根室西高等学校に改組。学校法人は解散。

## クラブ活動
生徒の大半が漁業者の子弟で放課後は家業に従事することが多かったものの、卓球部が比較的強く道大会でも健闘していた。

## 進学実績
就職率がほぼ100%（家業を継ぐものが圧倒的多数）であったため、進学する者は少なかった。1960年の卒業生で全60人中5人、1961年は46人中7人・1962年は61人中10人しか進学していない。